# RASAT
RASAT war ein türkischer Bildgebungs-Mikrosatellit im Eigentum von TÜBITAK-UZAY (Türkische Anstalt für Wissenschaftliche und Technologische Forschung – Forschungszentrum für Raumfahrttechnologie). RASAT war der erste Fernerkundungssatellit, der von türkischen Ingenieuren in der Türkei entwickelt und hergestellt wurde.

## Betrieb
RASAT wurde am 17. August 2011 an Bord einer Dnepr-Rakete mit einigen anderen Erdbeobachtungssatelliten vom Kosmodrom Jasny (Russland) gestartet.
Der Hauptzweck von RASAT besteht darin, die Erfahrungen und Fähigkeiten des Vorgängerprogramms BILSAT weiter zu verbessern, ebenso wie die Infrastruktur, die für die selbständige Zusammenstellung, Integration und Prüfung kleiner Satelliten in der Türkei erforderlich wäre.
Die ursprünglich erwartete Lebensdauer betrug drei Jahre, jedoch wurde RASAT erst am 28. Oktober 2022, elf Jahre nach dem Start, außer Betrieb genommen.

## Aufbau
RASAT ist ein Erdbeobachtungssatellit und wird mit Solarzellen und Batterien mit Energie versorgt. Das Bildgebungsgerät hat eine Auflösung von 7,5 m im panchromatischen und 15 m im multispektralen Band.